# Grindløse Sogn
Grindløse Sogn er et sogn i Bogense Provsti (Fyens Stift).
I 1800-tallet var Grindløse Sogn anneks til Klinte Sogn. Begge sogne hørte til Skam Herred i Odense Amt. Klinte-Grindløse sognekommune blev senere delt, så hvert sogn dannede sin egen sognekommune. I 1966 − 4 år før kommunalreformen i 1970 − blev både Klinte og Grindløse indlemmet i Bogense Kommune, der ved strukturreformen i 2007 indgik i Nordfyns Kommune.
I Grindløse Sogn findes Grindløse Kirke.
I sognet findes følgende autoriserede stednavne:
- Engeldrup (bebyggelse, ejerlav)
- Grindløse (bebyggelse, ejerlav)
- Jerstrup (ejerlav, landbrugsejendom)
- Kronsbjerg (bebyggelse)
- Lillemose (bebyggelse)
- Lisbjerg (bebyggelse)
- Orestrand (areal)
- Tolsvad (bebyggelse)
- Vester Egense (bebyggelse, ejerlav)
- Vesterby (bebyggelse, ejerlav)